# Basananthe berberoides
Basananthe berberoides är en passionsblomsväxtart som först beskrevs av Emilio Chiovenda, och fick sitt nu gällande namn av De Wilde. Basananthe berberoides ingår i släktet Basananthe och familjen passionsblomsväxter. Inga underarter finns listade i Catalogue of Life.